# Khủng hoảng tài chính
Khủng hoảng tài chính (tiếng Anh: Financial crisis) là các tình huống trong đó một số tài sản tài đột nhiên mất một phần lớn giá trị danh nghĩa của chúng. Trong thế kỷ 19 và đầu thế kỷ 20, nhiều cuộc khủng hoảng tài chính gắn liền với các cuộc khủng hoảng ngân hàng, và nhiều cuộc suy thoái cũng xảy ra với những cuộc khủng hoảng này. Một số tình huống khác cũng thường được gọi là khủng hoảng tài chính bao gồm sự sụp đổ của thị trường chứng khoán và sự bùng nổ của các bong bóng tài chính, khủng hoảng tiền tệ và các vụ vỡ nợ quốc gia.
Nhiều nhà kinh tế đã đưa ra các học thuyết khác nhau về cách thức phát triển của các cuộc khủng hoảng tài chính và cách chúng có thể được ngăn chặn. Tuy nhiên, chưa có học thuyết nào  hoàn toàn được đồng thuận trong khi đó các cuộc khủng hoảng tài chính vẫn tiếp tục xảy ra theo thời gian.

## Dấu hiệu của Khủng hoảng tài chính
- Các Ngân hàng thương mại không hoàn trả được các khoản tiền gửi của người gửi tiền.
- Các khách hàng vay vốn, gồm cả khách hàng được xếp loại A cũng không thể hoàn trả đầy đủ các khoản vay cho ngân hàng.
- Chính phủ từ bỏ chế độ tỷ giá hối đoái cố định.
- Tự do hóa tài chính
- Sự yếu kém trong hệ thống tài chính, nhất là các ngân hàng trong nước
- Thể chế giám sát kém

## Các loại khủng hoảng tài chính

### Khủng hoảng ngân hàng
Đây là tình trạng diễn ra khi các khách hàng đồng loạt rút tiền ồ ạt khỏi ngân hàng. Vì ngân hàng cho vay phần lớn số tiền gửi vào nên khi khách hàng đồng loạt rút tiền, sẽ rất khó để các ngân hàng có khả năng hoàn trả các khoản nợ. Sự rút tiền ồ ạt có thể dẫn tới sự phá sản của ngân hàng, khiến nhiều khách hàng mất đi khoản tiền gửi của mình, trừ khi họ được bồi thường nhờ bảo hiểm tiền gửi. Nếu việc rút tiền ồ ạt lan rộng sẽ gây ra khủng hoảng ngân hàng mang tính hệ thống. Cũng có thể hiện tượng trên không lan rộng, nhưng lãi suất tín dụng được tăng lên (để huy động vốn) do lo ngại về sự thiếu hụt trong ngân sách. Lúc này, chính các ngân hàng sẽ trở thành nhân tố gây ra khủng hoảng kinh tế.

### Khủng hoảng trên thị trường tài chính
Khủng hoảng trên thị trường tài chính thường xảy ra do hai nguyên nhân chính: do các chính sách của Nhà nước và do sự tồn tại của các bong bóng đầu cơ.
Yếu tố đầu tiên phải nói đến, đó chính là các chính sách của Nhà nước. Khi nhà nước phát hành tiền nhằm trang trải cho các khoản thâm hụt ngân sách, điều này sẽ gây ảnh hưởng tới tỷ giá cố định. Người dân sẽ mất lòng tin vào nội tệ và chuyển sang tích trữ bằng các loại ngoại tệ. Khi đó dự trữ ngoại tệ của Nhà nước sẽ cạn dần, Nhà nước buộc phải từ bỏ tỷ giá cố định và tỷ giá sẽ tăng.
Thêm vào đó, trên thị trường lại luôn tồn tại những "bong bóng" đầu cơ, ẩn chứa nguy cơ đổ vỡ. Khi hầu hết những người tham gia thị trường đều đổ xô đi mua một loại hàng hóa nào đó trên thị trường tài chính (chẳng hạn như cổ phiếu, bất động sản), nhưng không nhằm mục đích đầu tư lâu dài, mà chỉ mua với mục đích đầu cơ, với hi vọng sẽ bán ra với giá cao hơn và thu lợi nhuận, điều này đẩy giá trị của các hàng hóa này lên cao, vượt quá giá trị thực của nó. Tình trạng này xảy ra sẽ kéo theo những nguy cơ đổ vỡ trên thị trường tài chính, do các nhà đầu tư ngắn hạn kiểu trên luôn mua và bán theo xu hướng chung trên thị trường: họ mua vào khi thấy nhiều người cùng mua, tạo những cơn sốt ảo trên thị trường và bán ra khi có nhiều người cùng bán, gây tình trạng rớt giá, họ không cần hiểu biết nguyên do khi nào cần mua vào, khi nào cần bán ra nên gọi là "tâm lý bầy, đàn".

### Khủng hoảng tài chính thế giới
Khi một quốc gia có đồng tiền mạnh đột ngột phá giá đồng tiền của mình hoặc khi một nước mất đi khả năng hoàn trả các khoản nợ quốc gia, gây khủng hoảng tiền tệ.

### Khủng hoảng tài chính trong các tập đoàn Kinh tế
Các tập đoàn thường vướng vào khủng hoảng tài chính do 2 lý do chủ yếu: do các kế hoạch đầu tư không đúng đắn, không thu hồi được vốn đầu tư, dẫn tới việc không thanh toán được các khoản vay để đầu tư dẫn tới phá sản. Do bị hiệu ứng dây chuyền từ khủng hoảng chung, khi đó các doanh nghiệp không vay được vốn để đầu tư hoặc các dự án đầu tư không thu hồi được vốn do tình trạng khủng hoảng.

## Một số hướng giải quyết
- Giải tỏa được những hoảng sợ về thanh khoản, về tính lỏng bằng 2 chiến lược là cung cấp thanh khoản cho thị trường và thuyết phục các thành viên thị trường rằng họ không cần phải ngay lập tức bán đi các tài sản của mình. Để thị trường yên tâm thì cần có một cơ chế bảo hiểm tiền gửi hoạt động tốt. Người đóng vai trò là cho vay cuối cùng là Ngân hàng trung ương sẽ cung cấp thanh khoản cho thị trường và để thị trường tự phân bổ, điều tiết lượng thanh khoản đó. Khi đó, cộng cụ chính sách tiền tệ gián tiếp hữu hiệu giúp ngân hàng trung ương (NHTW) cho vay là nghiệp vụ thị trường mở với các giao dịch mua bán lại tín phiếu Kho bạc do Chính phủ phát hành. Ngoài công cụ chính sách tiền tệ gián tiếp là cho vay trên nghiệp vụ thị trường mở, cho vay trực tiếp với lãi suất phạt. NHTW ở tình thế rất khó khăn do phải bảo vệ tỷ giá trong khi thị trường cho rằng cuối cùng thì việc bảo vệ tỷ giá không quan trọng bằng các mục tiêu vĩ mô và đến một lúc nào đó thì đồng tiền sẽ giảm giá.
- Thuế và các hạn chế khác có thể không khuyến khích các nhà đầu tư dài hạn và có khi còn làm trầm trọng thêm tình hình.Việc cần làm là giải quyết khủng hoảng thanh toán để hạn chế thiệt hại bằng cách: loại bỏ những không chắc chắn của nhà đầu tư về tính trong sạch của các thể chế cá nhân. Thêm vào đó, buộc các thể chế này phải xử lý những vấn đề về tài sản của mình như định giá thấp... và bán cho cơ quan cơ cấu lại nợ của Chính phủ. Điều này làm tăng tính thanh khoản và giảm bớt khó khăn cho người cho vay – ngân hàng. Tuy nhiên, để giải quyết khủng hoảng tài chính triệt để thì cần phải ngăn chặn nó bằng cơ chế giám sát, thanh tra và các công cụ, kỹ thuật thích hợp.